# Иван Апостолов (зограф)
Вижте пояснителната страница за други личности с името Иван Апостолов.
Иван Атанасов Апостолов Будимов е български възрожденски майстор зограф от XIX век.

## Биография
Роден е в 1846 година в град Прилеп, тогава в Османската империя, днес в Северна Македония. Учи при мъжа на сестра си зограф Адамче Найдов, с когото работи в съдружие 17 години.
Иконописната му дейност може да се проследи от 1878 до 1906 година. В 1884 година рисува иконите в смедеревската гробищна църква. Според сина му Милан Зуграфоски, Иван Апостолов работи в Смедерево около 60 дена. На него могат да се припишат иконите на Пресвета Богородица с Богомладенеца Христос и Господ Исус Христос Вседържител, които се намират вляво и вдясно от царските двери, както и иконата на Свети Архангел Михаил, работени на златен фон.
В щипската катедрала „Свети Никола“ има няколко подписани и датирани икони от Иван Апостолов – Рождество Христово (1878), Погребение Христово (1879), Св. св. Кирил и Методий, Слизане на Светия дух при Апостолите и Възнесение Христово (1881).
Автор е на иконите във „Възнесение Господне“ в Рувци, Горно Дупячани, „Св. св. Петър и Павел“ в Агларци, „Възкресение Христово“ в Дедебалци и в Согленския манастир. В манастира Апостолов е автор и на портрета на калугерката. Рисува и за Варошкия манастир „Свети Архангел Михаил“ в Прилеп. Там негови са иконите на свети Николай, подписана „Іѡанъ А. ѿ Прїлепъ 1886“, на света Богородица, подписана „Изѡбразилъ А. Іѡанъ А. ѿ Прилепъ 1886“. Дело на Иван Будимов са няколко икони в прилепската църква „Благовещение Богородично“ – на Алекси Божи човек и на архидякон Стефан, подписана „Подарѧва Анастасиѧ Шаторска за вѣчни споменъ изѡбрази Іѡанъ А. Прилепчанецъ 1892“. Негови са и иконите в гробищната църква „Света Неделя“ в Битоля.
На Иван Апостолов принадлежат иконите и царските двери с Благовещението в прилепската църква „Св. св. Кирил и Методий“. Църквата е изградена в 1936 година, но очевидно в нея е пренесен целият иконостас от стария храм от 1884 година, тъй като и царските двери, неделима част от иконостаса са на Иван Апостолов. На иконостаса има осем големи икони, рисувани в 1892 година, освен иконата на свети Трифон, която е от 1893 година. Вляво от царските двери са иконите на Пресвета Богородица с Христос Младенец, св. св. Кирил и Методий, свети Илия и свети Трифон, а вдясно Христос Вседържител, свети Йоан Кръстител, свети Три йерарси (Свети Василий Велики, Йоан Златоуст и Григорий Богослов) и свети Николай Чудотворец. От другите икони в храма се отличават тези на Пресвета Богородица со Христос Младенец (1887), света Троица (1892), Възнесение Христово (1893), свети Георги (1894), свети Атанасий (1895). Иконографските теми са копирани директно от другата прилепска църква „Свето Благовещение“.
В стила си Иван Апостолов и Адамче Зограф се придържат към традициите на Дебърската художествена школа и имитират Дичо Зограф. Влиянието на дебърските майстори се вижда в изписването по иконите на цели детайли, характерни за резбарските работи.
Умира в 1908 година в родния си град.